# Фуертевентура
Фуертевентура (ісп. Fuerteventura) — один з островів Канарського архіпелагу; головне місто — Пуерто-дель-Росаріо. Розташований за 100 км від узбережжя Африки, є другим за величиною після Тенерифе і має найпротяжніші пляжі з усього архіпелагу. Він вважається також одним з найстаріших Канарських островів, який виник близько 20 мільйонів років тому. Символом острова є коза.

## Географія

### Положення та розміри

Фуертевентура на карті Канарських островів

Фуертевентура — острів вулканічного походження, що входить до складу Канарського архіпелагу, омивається водами Атлантичного океану. Розташований за 100 км від узбережжя Африки, є другим за величиною після Тенерифе і має найпротяжніші пляжі з усього архіпелагу. Острів має витягнуту форму та займає територію 1660 км², протягнувшись на 100 км у довжину і 31 км в ширину. Його незвичайна форма була утворена внаслідок серії вулканічних вивержень, що сталися багато тисяч років тому.

### Фауна
Як і на інших Канарських островах, тут немає отруйних змій і комах, не водяться небезпечні для людини ссавці. На острові живе велика кількість кіз.

### Клімат

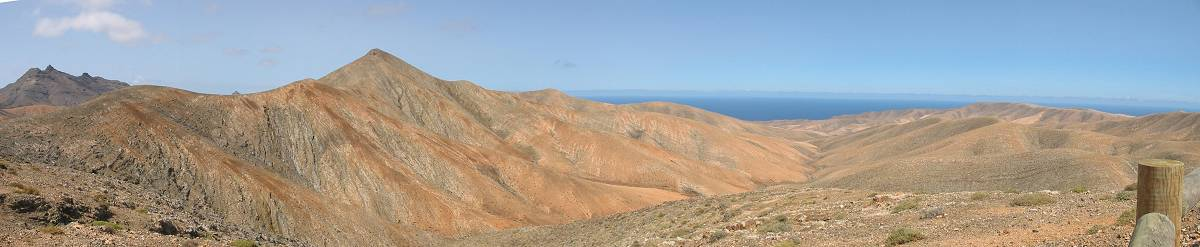
Схил Гори Cardón (619 м), вид з заходу.

Середня температура протягом липня становить +27° С у тіні. Середня температура січня — найпрохолодного місяця — 20 °С у тіні. Фактично ж вдень на сонці повітря прогрівається до +25° С.
Температура води в океані біля берегів острова протягом року майже постійна: +20 ± 2 ° С.
Специфічна особливість клімату Фуертевентури — вітер, що обдуває весь острів. Не дуже сильний, але постійний.
Фуертевентура — острів з низьким ландшафтом. Висота гірських хребтів не перевищує 1000 м, тому вони не здатні затримувати хмари. На острові немає чітко помітних кліматичних зон (як на Тенерифе та Гран-Канарії), а дощ — явище дуже рідкісне.

## Історія
Своєю назвою він зобов'язаний вітрам, що обдувають острів з усіх боків: по-іспанськи «el viento» — вітер, а «fuerte» — сильний. У давні часи острів населяло плем'я махорерів, споріднене гуанчам Тенерифе. На початку XV століття острів завоював француз Норманн Жан де Бетанкур, що проголосив себе в травні 1402 року королем Канарії, але незабаром поступився всіма завойованими та незавоеваними островами Канарського архіпелагу кастильскому королю Енріке III, однак домовився на довічне губернаторство. Спадкоємцем Бетанкура-завойовника на губернаторській посаді став його племінник Масіо де Бетанкур. Шлюб останнього з махорерською дівчиною виявився надзвичайно плідним: нині «діаспора» Бетанкур проживає майже на всіх Канарських островах, а також у Азорах, Венесуелі та Бразилії…

## Населення
Густота населення тут найменша на Канарах: майже вся центральна частина Фуертевентури незаселена та залишається неосвоєною та первозданною. Сучасне населення острова іспаномовне, — одначе, її етнічне походження відображено в неофіційному гімні острова «Кора захищає дерева, Від сонця рятує сомбреро, А острів Фуертевентура століттями зберігають махорери!..»

## Туризм
Постійний вітер зробив Фуертевентура знаменитим у всьому світі центром віндсерфінгу. Туризм став розвиватися на Фуертевентурі відносно недавно. Тут ще немає традиційних курортних атрибутів, а з настанням темряви життя на острові завмирає. Але це не є недоліком для тих туристів, хто вибирає спокійну атмосферу Фуертевентури як альтернативу широко відомим та багатолюдним курортам з їх завжди переповненими пляжами.
Пуерто дель Росаріо («Порт троянд») — адміністративний центр острова. Раніше містечко називалося Пуерто де Кабрас — «Козій порт»: у сусіднє ущелині водили на водопій кіз. 1956 року місто перейменували, порахувавши, що нова назва буде більш милозвучно для слуху гостей Фуертевентура. У самому Пуерто дель Росаріо нічого цікавого для туристів немає.
Зараз на частку Фуертевентури припадає приблизно 10 % від усіх «Канарських» туристів, що становить 800 тис. туристів на рік. За останні 10 років кількість гостей острова збільшилася у кілька разів, а за кількістю споруджуваних готелів Фуертевентура обігнала Тенерифе та Гран-Канарія разом узяті.
Щодня кілька десятків чартерів, що прибувають до аеропорту Фуертевентури з Німеччини, Англії та інших європейських країн.

## Транспорт
За 5 км від Пуерто-дель-Росаріо розташований аеропорт, що зв'язує Фуертевентура з іншими островами архіпелагу та континентом.
Шосе з'єднує аеропорт з двома головними курортами Фуертевентури: Корралехо та півостровом Хандія, відокремленим від основної частини острова вузьким перешийком.